# Brachionidium machupicchuense
Brachionidium machupicchuense là một loài thực vật có hoa trong họ Lan. Loài này được N.Salinas & Christenson mô tả khoa học đầu tiên năm 2002.